# Kathryn Himoff
Kathryn „Kathy“ Himoff (* vor 1990 in White Plains, New York) ist eine US-amerikanische Filmeditorin.

## Leben
Kathryn Himoff wuchs in New York City auf. Sie erlangte einen Bachelor of Arts an der Boston University in Fine Arts / Theater und nahm Schauspielunterricht bei Lee Strasberg und Stella Adler, bevor sie für die Sendung 20/20 bei ABC News als Assistentin des Regisseurs tätig war.
Nach ihrem Umzug nach Los Angeles, wo sie eigentlich eine Karriere als Schauspielerin anstrebte, begann sie ihre Tätigkeit in der Filmbranche Anfang der 1990er Jahre als Schnittassistenz an Filmen wie Reingelegt und Kevin – Allein zu Haus. Seit 1992 zeichnet sie hauptverantwortlich als Filmeditorin für den Schnitt von Film- und Fernsehproduktionen verantwortlich. Sie arbeitete mit Regisseuren wie Roger Avary, Ed Harris, Rob Zombie, Ken Kwapis und Michael Sucsy. Ihr Schaffen umfasst mehr als 35 Produktionen.
Sie ist Mitglied der American Cinema Editors und der Academy of Motion Picture Arts and Sciences.

## Filmografie (Auswahl)
- 1992: Halt mich, küss mich, lieb mich (Hold Me Thrill Me Kiss Me)
- 1993: Mi vida loca
- 1993: Killing Zoe
- 1994: Von Liebe und Schatten (Of Love and Shadows)
- 1995: Live Nude Girls
- 1996: Was ich Dir noch nie erzählt habe (Cosas que nunca te dije)
- 1997: Kansas Nights (The Locusts)
- 1999: The Suburbans – The Beat Goes On! (The Suburbans)
- 1999: Liar’s Poker
- 2000: Pollock
- 2000: Bullfighter
- 2002: Tibet: Cry of the Snow Lion
- 2003: Abgezockt! (Scorched)
- 2003: Haus der 1000 Leichen (House of 1000 Corpses)
- 2003: Coyote Waits (Fernsehfilm)
- 2004: Sexual Life
- 2005: The Office (Fernsehserie, 1 Episode)
- 2005: Eine für 4 (The Sisterhood of the Traveling Pants)
- 2006: Lonely Hearts Killers (Lonely Hearts)
- 2006: Alles Betty! (Ugly Betty, Fernsehserie, 1 Episode)
- 2007: Lizenz zum Heiraten (License to Wed)
- 2008: Appaloosa
- 2009: Georgia O’Keeffe (Fernsehfilm)
- 2010: Golf in the Kingdom
- 2010: Outsourced (Fernsehserie, 3 Episoden)
- 2012: Joyful Noise
- 2013: Gus
- 2013: Trust Me
- 2013: Jodi Arias: Dirty Little Secret (Fernsehfilm)
- 2014: The Strain (Fernsehserie, 4 Episoden)
- 2015: The Man in the High Castle (Fernsehserie, 1 Episode)
- 2015: Scream (Fernsehserie, 1 Episode)
- 2018: Letztendlich sind wir dem Universum egal (Every Day)
- 2018: The Finest (Fernsehfilm)
- 2019: Finding Steve McQueen
- 2019: Limetown (Fernsehserie, 4 Episoden)
- 2020: Liebe garantiert (Love Guaranteed)
- 2022: The Color of Care
- 2024: Players